# Boloria freija

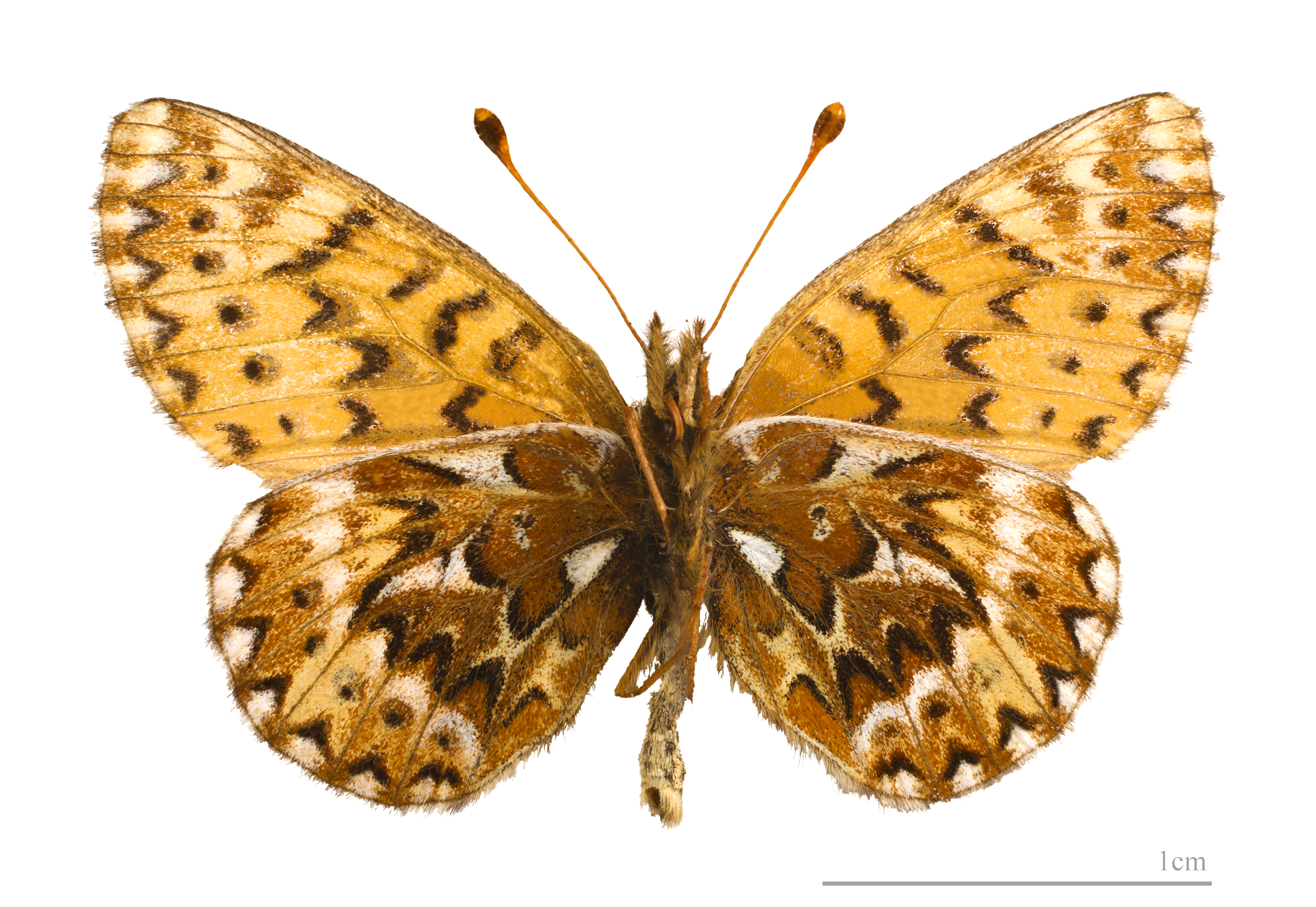
Boloria freija ♂ - △

Boloria freija hay Clossiana freija là một loài bướm thuộc họ Nymphalidae. Nó xuất hiện ở bog và tundra. Phạm vi phân bố của nó bao gồm Bắc Âu đến phía bắc ở vĩ tuyến 60° N, Urals, Xibia, vùng Viễn Đông Nga, các dãy núi miền bắc Mông Cổ và Hokkaido, cũng như Bắc Mỹ, kéo dài tới Dãy núi Rocky tới 35° N. Ấu trùng ăn các loài Rubus chamaemorus, Dryas sp., Vaccinium uliginosum, Arctostaphylos alpina, A. uva-ursi, Empetrum nigrum, Rhododendron aureum, Rh. lapponicum. Loài này hai năm có một lứa.

## Hình ảnh

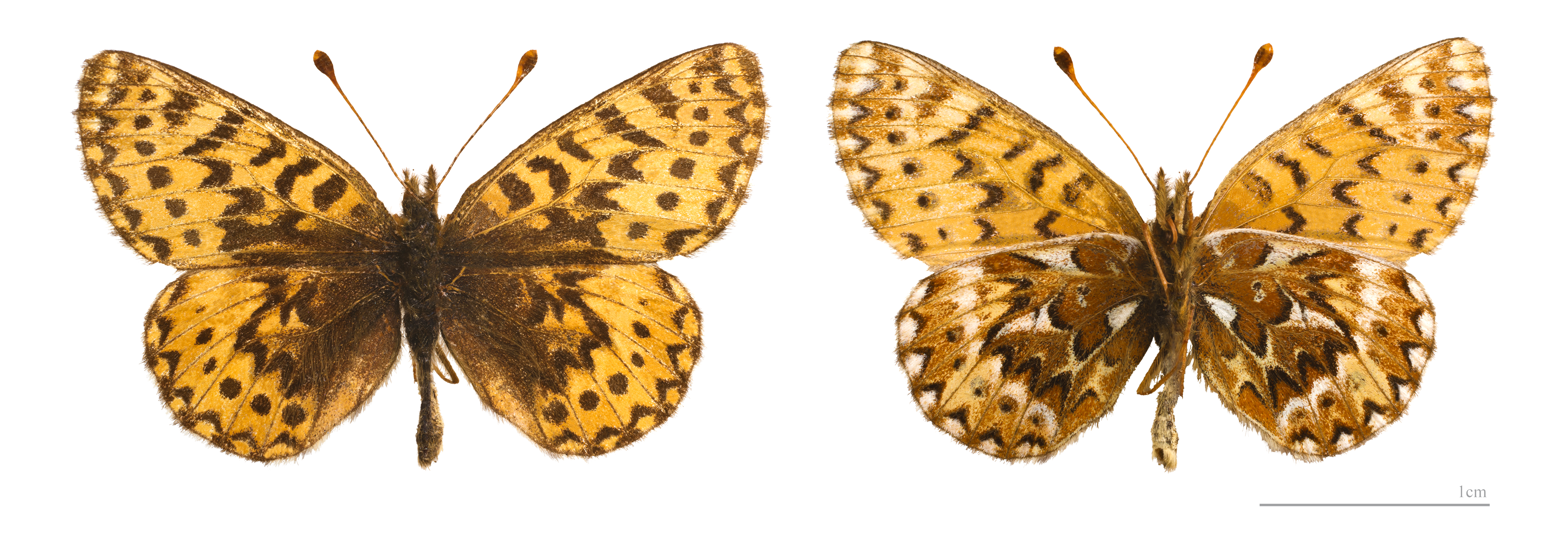
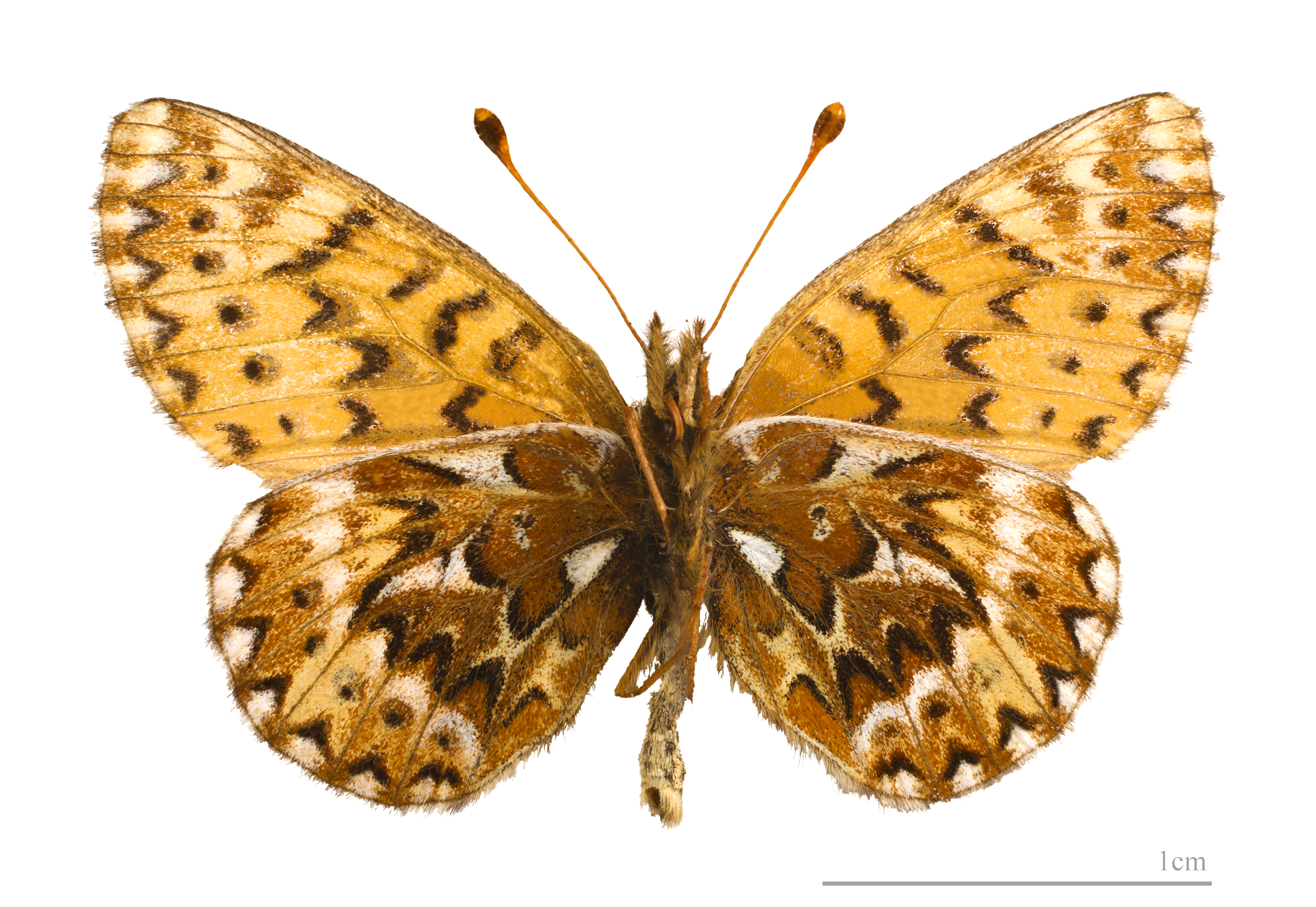